# Cratera de Colônia
A cratera de Colônia é uma cratera localizada no distrito de Parelheiros, zona sul de São Paulo, sendo o principal patrimônio geológico da cidade. Foi descoberta no início da década de 1960, por meio de fotos aéreas e, posteriormente, por imagens de satélite. A primeira referência na literatura especializada foi registrada em 1961, com a publicação do Boletim da Sociedade Brasileira de Geologia, no artigo “Estudos preliminares de uma depressão circular na região de Colônia: Santo Amaro, São Paulo”, assinado pelos professores Rudolph Kollert, Alfredo Björnberg e André Davino, da Universidade de São Paulo (USP).
A cratera está localizada na região de Parelheiros, no extremo sul da cidade de São Paulo, e foi criada com um impacto de um meteorito de estimados 200 metros de diâmetro em uma data estimada entre há 36 milhões e 5 milhões de anos, formando uma cratera de 3,6 km de diâmetro, com cerca de 300 metros de profundidade e uma borda soerguida de 120 metros.
No Brasil existem apenas cinco destas estruturas, e cerca de 70 no mundo todo. Porém, a cratera de Colônia é a mais próxima de um ambiente urbano (está a 35 km do centro da cidade). É um patrimônio natural tombado pelo Condephaat.
Em seu interior há uma coluna de sedimentos de 400 metros de profundidade onde, através de estudos de datação, é possível identificar alguns fatores paleoclimáticos, biogeográficos e até arqueológicos da história natural e de ocupação, tanto do antigo sertão santamarense como do próprio planalto paulista.
Desde 2017 estudos estão sendo realizados em busca de reconstruir a evolução da Mata Atlântica, sua expansão e regressão e a formação e extinção de espécies, a variabilidade climática e as sucessões de ciclos da insolação da Terra através da análise de sedimentos formados dentro da cratera desde o seu impacto. Os estudos são conduzidos por cientistas da Universidade de São Paulo (USP), da Universidade Estadual de Campinas (Unicamp) e do Instituto Francês de Pesquisa para o Desenvolvimento (IRD).
O governo municipal criou um parque, para proteção da área, que já vinha sendo muito degradada por conta de ocupações irregulares, como aquela iniciada nos limites da cratera, em 1989, e que acabou dando origem ao bairro de Vargem Grande, com cerca de 40 mil habitantes. O Parque Natural Municipal (PNM) Cratera de Colônia foi criado em 11 de junho de 2007 pelo Decreto Municipal nº 48 423. Com uma área de aproximadamente 53 hectares, o Parque   Distrito de Parelheiros, distante aproximadamente 40 km da região central da capital paulista, encontra-se dentro da Cratera de Colônia e no interior de uma outra unidade de conservação, a Área de Proteção Ambiental (APA) Capivari-Monos. Em termos regionais, o PNMCC está inserido na Bacia Hidrográfica do Alto Tietê, na sub-bacia Billings.